# 东风街道 (济南市)
东风街道，是中华人民共和国山東省济南市历城区下辖的一个乡镇级行政单位。

## 行政区划
东风街道下辖以下地区：
西周社区、祝甸社区、辛甸社区、七里河社区、红苑社区、化纤社区、七里堡南北社区居、葡萄园社区居委、百花社区居委、世纪园社区居委、火炬社区居委、上海花园社区、富泉社区、龙信社区、东风社区和新园社区。

## 人口
2010年中国第六次人口普查时，东风街道共有人口99367人。共有家庭33221户，平均每户2.70人。14岁以下的少年儿童共14070人，占总人口14.15%；15-64岁人口共79541人，占总人口80.04%；65岁及以上的老年人共5756人，占总人口的5.792%。男性共计48853人，占总人口49.16%；女性共计50514，占总人口50.83%。本地居住的人口中，拥有本地户籍的人口为45535人，占45.82%。